# ویلیامز (کالیفرنیا)
ویلیامز (به انگلیسی: Williams) شهری در شهرستان کولوزا ایالت کالیفرنیا است که در سرشماری سال ۲۰۱۰ میلادی، ۵۱۲۳ نفر جمعیت داشته است.